# Josef Jaroslav Kalina
Josef Jaroslav Kalina (9. listopadu 1816 Haida – 22. června 1847 Praha byl český básník, literární a přírodní vědec, filosof, sběratel lidové slovesnosti, obrozenec.

## Život
Narodil se v Haidě (dnes Nový Bor, okres Česká Lípa) jako nejstarší ze tří synů cestmistra (silničního dozorce), v silně germanizovaném prostředí. Své dětství prožil v Doksech, kam se otec s celou rodinou odstěhoval roku 1817. Vystudoval gymnázium postupně v Brandýse nad Labem, kam se rodina přestěhovala; v roce 1831 otec těžce onemocněl a on pokračoval ve studiu v Praze, kam odvezl svou matku do blázince. Po matčině smrti roku 1833 a po maturitě odjel do Plzně, kde pod dohledem svého strýce, profesora matematiky a vlastence Josefa Sedláčka studoval filosofii a práva, jež nedokončil. Pod strýcovým vlivem se též rozvíjelo jeho vlastenecké cítění; začal studovat slovanské jazyky, ale i hebrejštinu, a psát poezii v češtině.
V roce 1845 navštívil Bělehrad, kam se vydal za svou snoubenkou Vilemínou Wolfovou. Tam si chtěl najít i práci, ale vrátil se s nepořízenou. Na zpáteční cestě na jaře roku 1846 navštívil Jána Kollára, který pobýval v Pešti. Po návratu do Prahy přispíval do časopisů Květy, Česká včela, Vlastimil, Ost und West, zejména veršovanými baladami romantického ladění. Současníci obdivovali Kalinovo všestranné nadání, vzdělání a slibnou práci v řadě vědních oborů. Vynikal zejména ve filologii (zamýšlel sestavit jazykovou encyklopedii), zabýval se však i filosofií a literární kritikou. Jeho básnická tvorba, neúplně dochovaná, je přetížena jazykovými archaismy a novotvary. Překládal literaturu z angličtiny (Byron), z němčiny (Kleist, Hölty) nebo z polštiny (Mickiewicz). S Karlem Slavojem Amerlingem se podílel na projektu slovanské školy Budeč, rozestavěnou stavbu však museli prodat pro nedostatek financí. V té době se Kalina odstěhoval na Karlovo náměstí do sudu vystlaného senem. Přátelil se rovněž s Josefem Václavem Fričem.
Po celý svůj bohémský život zůstal velice chudý, živ byl většinou z hodin vyučování cizím jazykům. Peníze vydělané úspěšnou epickou básní Kšaft brzy propil. Z těchto důvodů se od něj odvrátily i dvě mecenášky hraběnky Kounicová a Daunová. V pražské policejní přihlášce je zapsán sám (bez rodiny), jako povolání má uvedeno učitel (Lehrer) a literát. Zemřel ve svých třiceti letech ve Všeobecné nemocnici v Praze po dlouhé nemoci (tuberkulóza) roku 1847. Jeho honosný pohřeb zorganizoval páter Václav Krolmus; hrob je na pražských Olšanských hřbitovech (část 002, oddělení 2, hrob 344).

## Posmrtné uznání

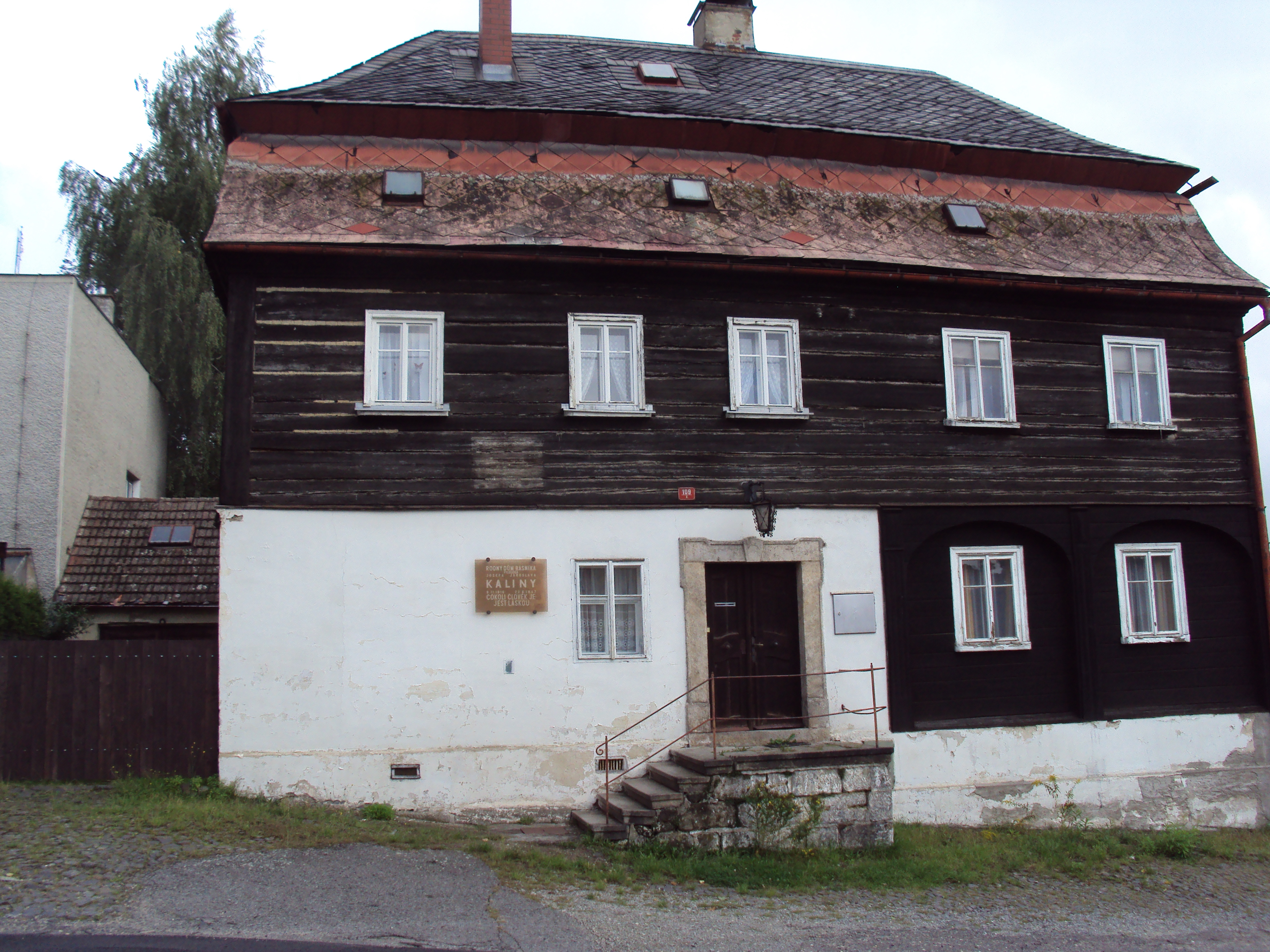
Kalinův rodný dům

- Jeho pohřeb byl považován za jeden z prvních projevů předrevoluční situace roku 1848; průvodu na hřbitov se zúčastnilo 3 000 lidí.[8]
- Josef Václav Frič zpodobnil Josefa Jaroslava Kalinu v „románku z doby předbřeznové“ Naši předchůdci (naposledy vydal Melantrich 1953)
- Rodný dům Josefa Jaroslava Kaliny v Novém Boru stojí v Kalinově ulici. Je na něm umístěna pamětní deska.[9]

## Dílo
Nejznámější díla jsou:
- Kšaft. Jde o veršovaný morytát, jež vypráví o otci, kterého syn přinutil vstát z rakve a sepsat závěť v jeho prospěch. Mrtvý otec však zůstane u stolu, dokud jej do rakve neodvede jeho vnuk. Kšaft poprvé vyšel v roce 1842 vlastním nákladem autora v nákladu deseti tisíc výtisků, setkal se s velkým ohlasem a zlidověl. Bibliofilské vydání roku 1940 vydal Jan Pohořelý s dřevorytem Jana Baucha
- Hadrnice. Další hrůzostrašný příběh líčí chudou matku, která sebe a děti těžce živí sběrem starých hadrů a kostí. Když nemůže nic sehnat, začne na hřbitově vyhrabávat kosti a rubáše mrtvých, které pak prodává. Mrtví se ženě za to pomstí tím, že ji promění v kamennou kostru. Ani pak žena nenajde pokoj, změní se v upíra a děsí okolí.